# Louisa May Alcott
Louisa May Alcott (ur. 29 listopada 1832 w Germantown w stanie Pensylwania, zm. 6 marca 1888 w Bostonie) – amerykańska pisarka, jedna z pionierek literatury kobiecej i powieści dla dziewcząt w Stanach Zjednoczonych.

## Życiorys
Urodziła się w Germantown (Pensylwania), jako córka Amosa Bronsona Alcotta, pedagoga i filozofa oraz Abigail May, energicznej, filantropijnej córki prominentnej liberalnej rodziny bostońskiej. Louisa dorastała w Concord i Bostonie, cierpiąc z powodu ubóstwa w wyniku niezdolności jej ojca samolubnego idealisty, który nie był w stanie utrzymać rodziny. Bronson Alcott zwyczajowo poświęcał swoją żonę i córki, odmawiając kompromisu z przekupnym światem, najbardziej rzucającym się w oczy, gdy poddał je eksperymentowi w ascetycznym wspólnym życiu na farmie Fruitlands w 1843 r. Jednak środowisko intelektualne Alcottów było bogate i stymulujące: rodzice Louisy wytrwale zachęcali ją do pisania, a wśród ich przyjaciół byli liderzy w dziedzinie abolicji i praw kobiet, w tym filozofowie transcendentalni Ralph Waldo Emerson, Margaret Fuller i Henry David Thoreau. Louisa chodziła na spacery z Thoreau i prowadziła bibliotekę Emersona.

## Kariera
W czasie wojny domowej pracowała jako pielęgniarka-wolontariuszka i na tych obserwacjach oraz doświadczeniach oparta jest jej pierwsza, zasługująca na uwagę publikacja – Hospital Sketches (Szkice szpitalne). W kilka lat później, kiedy wydawca zwrócił się do niej o napisanie książki dla dziewcząt, powstała powieść Little Women (Małe kobietki). Książka zdobyła ogromne powodzenie, zapoczątkowując realistyczną powieść dla młodzieży. O sukcesie zadecydowała sprawnie skonstruowana fabuła, przekonująco naszkicowane postacie i zabawne, z dużym dowcipem opisane sytuacje. Powieść została przynajmniej dwukrotnie sfilmowana.
Mieszkała w Concord w stanie Massachusetts. W jej domu powstało muzeum jej imienia.

## Dzieła
- Szkice szpitalne (Hospital Sketches), 1863
- Moods, 1865
- Małe kobietki (Little Women), 1868
- Dobre żony (Good Wives), 1869
- Staromodna dziewczyna (An Old-Fashioned Girl), 1870
- Mali mężczyźni (Little Men), 1871
- Janka i Janek (Jack and Jill), 1880
- Work, 1873
- Ośmioro kuzynów (Eight Cousins or The Aunt-Hill), 1875
- Róża w rozkwicie (Rose in Bloom), 1876
- A Modern Mephistopheles, 1877
- Pod krzewami bzów, 1878
- Spinning-Wheel Stories, 1884
- Chłopcy Jo (Jo’s Boys, and how they turned out), 1886
- Długa i zgubna pogoń miłosna (A Long Fatal Love Chase), 1995